# Andrew Bynum
Andrew Lee Bynum (Plainsboro, Nueva Jersey, 27 de octubre de 1987) es un exjugador de baloncesto estadounidense que disputó ocho temporadas en la NBA y fue campeón en dos ocasiones con Los Angeles Lakers. Con 2,13 metros de estatura, jugaba en la posición de pívot.

## Carrera

### Instituto
Bynum asistió al Instituto West Windsor-Plainsboro en Plainsboro, pero fue transferido al Instituto Solebury en New Hope, Pensilvania, tras su año freshman. Más tarde, su último destino sería el Instituto St. Joseph en Metuchen, Nueva Jersey. En su año sénior, Bynum promedió 22 puntos, 16 rebotes y 5 tapones por partido.

### NBA

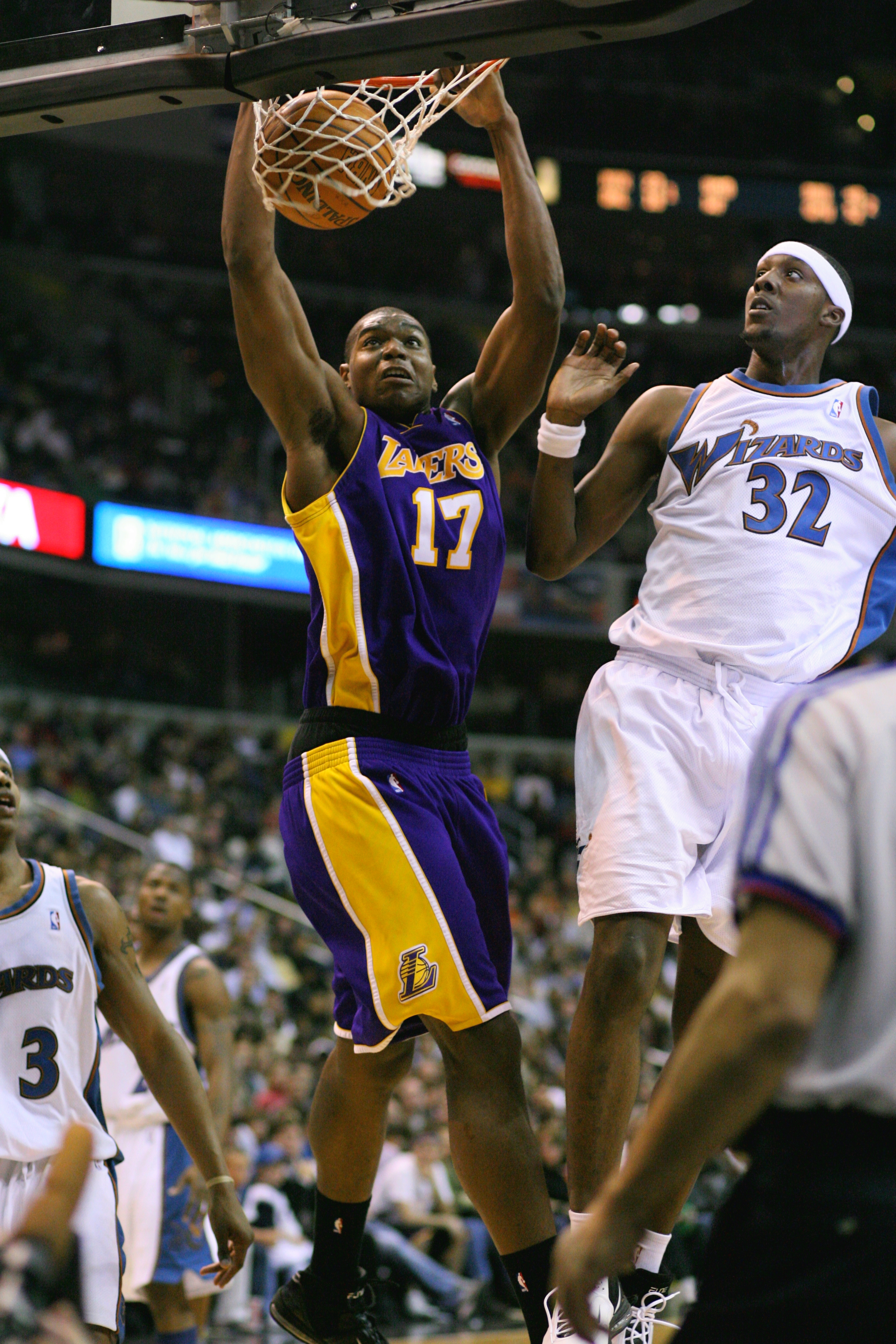
Bynum, en su etapa con los Lakers.

#### Lakers
Aunque principalmente tenía planeado ir a la Universidad de Connecticut, Bynum se presentó al Draft de la NBA de 2005, siendo seleccionado por Los Angeles Lakers en la décima posición. Bynum se convirtió en el jugador más joven en la historia de la NBA en ser drafteado, superando a Jermaine O'Neal, quien fue escogido por Portland Trail Blazers en 1996. A la hora de su elección, Bynum contaba con 17 años, 8 meses y 2 días.
El 2 de noviembre de 2005, Bynum jugó 6 minutos en el partido que les enfrentaba a Denver Nuggets, e inmediatamente se convirtió en el jugador más joven en jugar un encuentro oficial de la NBA, con 18 años y 6 días. En el partido, Bynum falló los dos tiros que intentó, pero cogió 2 rebotes y 2 tapones. 
Memorable fue también su incidente con Shaquille O'Neal en el partido ante Miami Heat del 16 de enero de 2006, cuando O'Neal machacó en la cara del rookie, desplazándole al suelo. En la siguiente posesión, Bynum recibió el balón, y tras superar la defensa de O'Neal, realizó un mate, devolviéndole la jugada. Bynum lo celebró y regresó a su campo para defender, a la vez que empujó a O'Neal, quien se revolvió golpeando en el pecho al joven de los Lakers. Ambos jugadores recibieron una técnica por el incidente.
Tras su selección en el draft, los Lakers contrataron al mítico Kareem Abdul-Jabbar como asistente especial de los jugadores interiores del equipo, en especial de Bynum. Con los pívots Chris Mihm y Kwame Brown lesionados al comienzo de la temporada 2006-2007, Bynum comenzó la campaña como el pívot titular del equipo, sorprendiendo a muchos por la rapidez que había desarrollado sus nuevas habilidades. En 82 partidos, 53 de titular, Bynum promedió 7.8 puntos y 5.9 rebotes, ayudando a los Lakers a clasificarse para playoffs.
El 11 de abril de 2012, ante San Antonio Spurs, capturó 30 rebotes. Y el 29 de abril, ante Denver Nuggets, superó el récord de la franquicia, e igualó el récord NBA de tapones en un partido de playoffs (10) que hasta ese instante compartían Mark Eaton y Hakeem Olajuwon.

#### 76ers
El 4 de junio de 2012, los Lakers ejercen su opción de $16 millones para contratar por un año más a Bynum. Pero el 10 de agosto, fue traspasado a Philadelphia 76ers en un acuerdo entre cuatro equipos. Sin embargo, el 18 de marzo de 2013 se confirmó que sería baja hasta final de temporada, por lo que no disputó ni un minuto de competición con los 76ers, por una grave lesión de rodilla.

#### Cavaliers
El 19 de julio de 2013, firma con Cleveland Cavaliers. El 7 de enero de 2014, los Cavs traspasan a Bynum a Chicago Bulls a cambio de Luol Deng. Pero es cortado ese mismo día.

#### Pacers
El 1 de febrero de 2014 firma como agente libre con Indiana Pacers hasta final de temporada.

#### Retirada
Si bien Bynum nunca oficializó su retiro, abandonó la liga luego de quedar como agente libre ese mismo año, con tan solo 26 años. 
Cuando se le consultó sobre un posible regreso a la NBA, afirmó que "todo es posible", pero no llegó a producirse.

## Estadísticas de su carrera en la NBA
|  | Denota temporada en la que fue Campeón de la NBA |

### Temporada regular
| Año      | Equipo      | PJ  | PT  | MPP  | %TC  | %3P  | %TL  | RPP  | APP | ROB | TPP | PPP  |
| -------- | ----------- | --- | --- | ---- | ---- | ---- | ---- | ---- | --- | --- | --- | ---- |
| 2005-06  | L.A. Lakers | 46  | 0   | 7.3  | .402 | .000 | .296 | 1.7  | .2  | .1  | .5  | 1.6  |
| 2006-07  | L.A. Lakers | 82  | 53  | 21.9 | .558 | .000 | .668 | 5.9  | 1.1 | .2  | 1.6 | 7.8  |
| 2007-08  | L.A. Lakers | 35  | 25  | 28.8 | .636 | .000 | .695 | 10.2 | 1.7 | .3  | 2.1 | 13.1 |
| 2008-09  | L.A. Lakers | 50  | 50  | 28.9 | .560 | .000 | .707 | 8.0  | 1.4 | .4  | 1.8 | 14.3 |
| 2009-10  | L.A. Lakers | 65  | 65  | 30.4 | .570 | .000 | .739 | 8.3  | 1.0 | .5  | 1.4 | 15.0 |
| 2010-11  | L.A. Lakers | 54  | 47  | 27.8 | .574 | .000 | .660 | 9.4  | 1.4 | .4  | 2   | 11.3 |
| 2011-12  | L.A. Lakers | 60  | 60  | 35.2 | .558 | .200 | .692 | 11.8 | 1.4 | .4  | 1.9 | 18.7 |
| 2013-14  | Cleveland   | 24  | 19  | 20.0 | .419 | .000 | .762 | 5.3  | 1.1 | .3  | 1.2 | 8.4  |
| 2013-14  | Indiana     | 2   | 0   | 18.0 | .409 | .000 | .714 | 9.5  | 1.0 | .0  | 2.0 | 11.5 |
| Total    | Total       | 418 | 319 | 25.6 | .556 | .111 | .690 | 7.7  | 1.2 | .3  | 1.6 | 11.5 |
| All-Star | All-Star    | 1   | 1   | 5.0  | .000 | .000 | .000 | 3.0  | 1.0 | 1.0 | 1.0 | .0   |

### Playoffs
| Año     | Equipo      | PJ | PT | MPP  | %TC  | %3P  | %TL  | RPP  | APP | ROB | TPP | PPP  |
| ------- | ----------- | -- | -- | ---- | ---- | ---- | ---- | ---- | --- | --- | --- | ---- |
| 2005–06 | L.A. Lakers | 1  | 0  | 2.0  | .000 | .000 | .000 | .0   | .0  | .0  | .0  | .0   |
| 2006–07 | L.A. Lakers | 5  | 0  | 11.0 | .533 | .000 | .400 | 4.6  | .0  | .0  | .4  | 4.0  |
| 2008–09 | L.A. Lakers | 23 | 18 | 17.4 | .457 | .000 | .651 | 3.7  | .4  | .4  | .9  | 6.3  |
| 2009–10 | L.A. Lakers | 23 | 23 | 24.4 | .537 | .000 | .679 | 6.9  | .5  | .3  | 1.6 | 8.6  |
| 2010–11 | L.A. Lakers | 10 | 10 | 32.0 | .543 | .000 | .833 | 9.6  | .8  | .5  | 1.4 | 14.4 |
| 2011–12 | L.A. Lakers | 12 | 12 | 37.6 | .477 | .000 | .783 | 11.1 | 1.5 | .4  | 3.1 | 16.7 |
| Total   | Total       | 74 | 63 | 24.2 | .502 | .000 | .720 | 6.7  | .6  | .3  | 1.5 | 9.5  |